# Estadio Universitario Alberto "Chivo" Córdoba
El Estadio Universitario Alberto "Chivo" Córdova es un estadio de usos múltiples ubicado en Toluca, Estado de México. En la actualidad se utiliza sobre todo para atletismo, fútbol y fútbol americano, tiene una capacidad para albergar a 32,000 aficionados,  fue construido el 5 de noviembre de 1964. Su dirección es: Av, Paseo Gral Vicente Guerrero S/N, Universidad, 50130 Toluca de Lerdo, Méx. .

## Historia
Inicia su construcción entre 1957 y 1958, cuando los terrenos aún no eran propiedad de la UAEM. Se inaugura el 5 de noviembre de 1964, con una capacidad para 32 mil espectadores. El estadio de Ciudad Universitaria lleva el nombre del destacado entrenador de fútbol americano Alberto 'Chivo' Córdova. Anteriormente había una placa que decía: “Aquí se construye el estadio municipal de fútbol”. 
La primera disciplina que se practicó fue el atletismo, después vino el fútbol soccer. En este lugar, la selección universitaria asciende de Tercera a Segunda División entre 1974 y 1975; en 1999 nuevamente es sede del ascenso a Segunda División de los “Potros”. Fue sede de 2 universiadas nacionales (2005 y 2011). Su pista de atletismo está certificada internacionalmente. En 1974, el maestro Leopoldo Flores comienza a pintar en las escalinatas y la gradería del Estadio un mural representativo que tituló Aratmósfera.
Hoy, luego de tres restauraciones, el estadio de Ciudad Universitaria es considerado, de acuerdo con una encuesta realizada por el portal español www.20minutos.com, uno de los más originales del mundo; este reconocimiento se debe, principalmente, a la existencia de la obra descrita Aratmósfera. El estadio es sede de eliminatorias para competencias nacionales de atletismo. 
Con fines de modernizar las instalaciones y hacer más confortable la estancia de los espectadores, en 2005 se instalan las butacas y el techo de la tribuna oriente. En 2016 fue su primer torneo en participar en la Liga de Ascenso de México gracias al ascenso de los Potros UAEM, así como también en la Primera División de México y en la Copa México al ser utilizado por el Deportivo Toluca en el torneo Apertura 2016, durante la remodelación del Estadio Nemesio Díez.

## Características
- Capacidad máxima de 32,000 espectadores.
- Ancho: 216 m.
- Largo: 210 m.
- Cancha de pasto natural.
- Dimensiones de la cancha de 105 x 68 m.
- Butacas de concreto sobre el arte atmosférico.
- Butacas de plástico en la tribuna oriente (techada).
- Pista de atletismo de 8 carriles.